# Pseudoeurycea lynchi
Pseudoeurycea lynchi es una especie de anfibio caudado (salamandras) de la familia Plethodontidae.
Es endémica de México.
Sus hábitats naturales incluyen montanos húmedos, jardines rurales y zonas previamente boscosas ahora degradadas.
Está amenazada de extinción debido a la destrucción de su hábitat.